# Priechod
Priechod (in tedesco Springwinkel, in ungherese Perhát) è un comune della Slovacchia facente parte del distretto di Banská Bystrica, nella regione omonima.

## Storia
Il villaggio è citato per la prima volta in una lista di città nel 1340 (Prochod, Prekud). Nel XIII secolo appartenne alla Signoria di Ľupča e nel XV secolo alla Camera di Banská Bystrica.